# Padirikuppam
Padirikuppam is een panchayatdorp in het district Cuddalore van de Indiase staat Tamil Nadu. 

## Demografie
Volgens de Indiase volkstelling van 2001 wonen er 14.986 mensen in Padirikuppam, waarvan 50% mannelijk en 50% vrouwelijk is. De plaats heeft een alfabetiseringsgraad van 80%. 